# Avinguda dels Baobabs
L'Avinguda dels Baobabs és un grup prominent de baobabs alineats als marges de la carretera entre Morondava i Belon'i Tsiribihina, a la regió de Menabe, a la zona oest de Madagascar. El seu paisatge rep visites de turistes d'arreu del món, fent que sigui un dels llocs més visitats de la regió. Ha estat un objectiu de conservació local, i el juliol de 2007 va rebre un estatus de protecció temporal per part del Ministeri de Medi Ambient, Aigües i Boscos, el primer pas per esdevenir el primer monument natural de Madagascar.
Al llarg de 260 m de l'Avinguda hi ha de 20 a 25 arbres d'uns 30 metres d'alçada, de l'espècie Adansonia grandidieri, endèmica a Madagascar. Altres 20-25 exemplars d'aquesta espècie creixen en arrossars i praderes dels voltants.
Els baobabs, de fins a 800 anys, i coneguts localment com a renala (en malgaix, "mare del bosc"), són un llegat dels densos boscos tropicals que hi va haver fa temps a Madagascar. Originalment, els arbres no destacaven en el paisatge, sinó que estaven immersos en la densitat del bosc. Amb el pas dels anys, i a mesura que creixia la població, es van netejar els boscos per dedicar el terreny a l'agricultura, i es van deixar només els baobabs, que la població local va conservar com a mostra de respecte pel seu valor i per ser font de menjar i material de construcció.
A uns 7 km al nord-oest es pot trobar el famós Baobab Amoureux, dos exemplars d'Adansonia za entrellaçats l'un amb l'altre. Segons la llegenda, aquests dos baobabs amorosos van sorgir i créixer junts amb el pas dels segles. Aquests baobabs representen l'amor impossible entre un noi i una noia del poblat proper. Tanmateix, tots dos tenien assignat un company, i havien de casar-se per separat en els seus respectius poblats. Tot i això, la parella impossible va viure un somni d'una vida eterna en comú, van tenir una criatura, i secretament van demanar ajuda al seu déu. Els dos baobabs van néixer i viuen per sempre junts, com desitjava la parella d'enamorats.
La zona no és un parc nacional, i els arbres estan amenaçats per la deforestació, a causa del creixement dels arrossars i plantacions de canya de sucre, així com pels arbustos i els incendis forestals. Tot i la seva popularitat com a destinació turística, la zona no té cap centre de visitants, i l'entrada no està regulada per als turistes, amb la qual cosa els residents locals reben molt pocs ingressos del turisme. L'organització Conservation International, en col·laboració amb Fanamby, una ONG malgaix, ha iniciat un projecte d'ecoturisme amb l'objectiu de conservar la zona i millorar l'economia de la comunitat local.

## Galeria d'imatges
- Residents locals a l'Avinguda
- Posta de sol
- Posta de sol
- Després de la posta de sol